# Соколовка (Братский район)
Соколовка (укр. Соколівка) — село в Братском районе Николаевской области Украины.
Основано в 1927 году. Население по переписи 2001 года составляло 311 человек. Почтовый индекс — 55453. Телефонный код — 5131. Занимает площадь 1,011 км².

## Местный совет
55452, Николаевская область, Братский р-н, с. Ульяновка, ул. Гагарина, 3